# Кардия
Кардия (на латински: ostium cardiacum), известна още като долен езофагеален сфинктер (на английски: lower esophageal sphincter) или сърдечен сфинктер (на английски: cardiac sphincter), е еднопосочна клапа, разделяща хранопровода от стомаха. При отварянето си позволява на храната и течността да навлязат от хранопровода в стомаха, след което се затваря плътно, за да не могат същите да се върнат обратно в хранопровода.
В много случаи обаче силата на хранопроводните съкращения намаляват, сфинктерът не се затваря правилно и част от храната, заедно със стомашните сокове, се връща обратно към хранопровода. Това от своя страна води до чувство на парене, понякога съпроводено с болка зад гръдната кост и гадене (гастроезофагеален рефлукс).